# EuroBasket de 1939
O EuroBasket 1939 ou FIBA Campeonato Europeu de 1939 foi a III edição da competição continental organizada pela sucursal da FIBA (FIBA Europa). Foi sediada entre os dias 21 e 28 de maio na cidade de Kaunas na Lituânia.
O formato de disputa nesta edição foi grupo único onde a classificação no grupo corresponderia à classificação geral no torneio.

## Classificação

### Grupo X
| # | Seleção   | J | V | D | P+  | P-  | SP   |
| - | --------- | - | - | - | --- | --- | ---- |
| 1 | Lituânia  | 7 | 7 | 0 | 396 | 137 | 259  |
| 2 | Letónia   | 7 | 5 | 2 | 353 | 163 | 190  |
| 3 | Polónia   | 7 | 5 | 2 | 242 | 216 | 26   |
| 4 | França    | 7 | 4 | 3 | 265 | 216 | 49   |
| 5 | Estónia   | 7 | 4 | 3 | 286 | 169 | 117  |
| 6 | Itália    | 7 | 2 | 5 | 225 | 216 | 9    |
| 7 | Hungria   | 7 | 1 | 6 | 164 | 343 | -179 |
| 8 | Finlândia | 7 | 0 | 7 | 70  | 541 | -471 |

### Jogos

#### Primeira Rodada
| 22 de maio |  | Polónia | 35–31 | Estónia |  | Kaunas |  |

| 22 de maio 18:00 |                   | França | 35–31          | Finlândia |  | Kaunas |  |
| 22 de maio 18:00 | Pts: Lesmayoux 20 |        | Pts: Saurala 9 |           |  | Kaunas |  |

| 22 de maio 20:00 |                 | Itália | 39–21            | Hungria |  | Kaunas |  |
| 22 de maio 20:00 | Pts: Bernini 10 |        | Pts: Stankvits 8 |         |  | Kaunas |  |

| 22 de maio 21:30 |                | Lituânia | 37–36          | Letónia |  | Kaunas |  |
| 22 de maio 21:30 | Pts: Ruzgyz 12 |          | Pts: Arents 13 |         |  | Kaunas |  |

#### Segunda Rodada
| 23 de maio 17:00 |               | Letónia | 58–24         | Hungria |  | Kaunas |  |
| 23 de maio 17:00 | Pts: Smits 25 |         | Pts: Csanyl 6 |         |  | Kaunas |  |

| 23 de maio 18:15 |                  | Itália | 63–13          | Finlândia |  | Kaunas |  |
| 23 de maio 18:15 | Pts: Pasquini 32 |        | Pts: Saurala 5 |           |  | Kaunas |  |

| 23 de maio 19:30 |                 | Lituânia | 33–14          | Estónia |  | Kaunas |  |
| 23 de maio 19:30 | Pts: Lubinas 10 |          | Pts: Erikson 4 |         |  | Kaunas |  |

| 23 de maio 20:45 |              | Polónia | 38–36             | França |  | Kaunas |  |
| 23 de maio 20:45 | Pts: Stok 18 |         | Pts: Lesmayoux 16 |        |  | Kaunas |  |

#### Terceira Rodada
| 24 de maio 17:00 |               | Letónia | 108–7           | Finlândia |  | Kaunas |  |
| 24 de maio 17:00 | Pts: Smits 24 |         | Pts: Heinonen 4 |           |  | Kaunas |  |

| 24 de maio 18:15 |                 | Estónia | 64–20         | Hungria |  | Kaunas |  |
| 24 de maio 18:15 | Pts: Veskila 32 |         | Pts: Stolpa 6 |         |  | Kaunas |  |

| 24 de maio 19:30 |                   | França | 31–24        | Itália |  | Kaunas |  |
| 24 de maio 19:30 | Pts: Lesmayoux 15 |        | Pts: Bessi 6 |        |  | Kaunas |  |

| 24 de maio 20:45 |                 | Lituânia | 46–18              | Polónia |  | Kaunas |  |
| 24 de maio 20:45 | Pts: Lubinas 19 |          | Pts: Grzechowiak 6 |         |  | Kaunas |  |

#### Quarta Rodada
| 25 de maio 17:00 |                 | Estónia | 91–1            | Finlândia |  | Kaunas |  |
| 25 de maio 17:00 | Pts: Veskila 28 |         | Pts: Salminen 1 |           |  | Kaunas |  |

| 25 de maio 18:15 |                     | Polónia | 42–20             | Hungria |  | Kaunas |  |
| 25 de maio 18:15 | Pts: Grzechowiak 10 |         | Pts: Stankovits 9 |         |  | Kaunas |  |

| 25 de maio 19:30 |                  | Letónia | 38–23          | Itália |  | Kaunas |  |
| 25 de maio 19:30 | Pts: Melderis 15 |         | Pts: Novelli 5 |        |  | Kaunas |  |

| 25 de maio 20:45 |                 | Lituânia | 48–18         | França |  | Kaunas |  |
| 25 de maio 20:45 | Pts: Lubinas 12 |          | Pts: Frezot 5 |        |  | Kaunas |  |

#### Quinta Rodada
| 26 de maio 17:00 |                     | Lituânia | 79–15             | Hungria |  | Kaunas |  |
| 26 de maio 17:00 | Pts: Puzinauskas 21 |          | Pts: Stankovits 6 |         |  | Kaunas |  |

| 26 de maio 18:15 |                      | Polónia | 46–13           | Finlândia |  | Kaunas |  |
| 26 de maio 18:15 | Pts: Bartosiewicz 14 |         | Pts: Salminen 6 |           |  | Kaunas |  |

| 26 de maio 19:30 |                 | Estónia | 29–22          | Itália |  | Kaunas |  |
| 26 de maio 19:30 | Pts: Veskila 15 |         | Pts: Bernini 6 |        |  | Kaunas |  |

| 26 de maio 20:45 |               | Letónia | 45–26             | França |  | Kaunas |  |
| 26 de maio 20:45 | Pts: Smits 20 |         | Pts: Lesmayoux 12 |        |  | Kaunas |  |

#### Sexta Rodada
| 27 de maio 17:00 |                 | França | 45–19         | Hungria |  | Kaunas |  |
| 27 de maio 17:00 | Pts: Katlama 13 |        | Pts: Csanyl 6 |         |  | Kaunas |  |

| 27 de maio 20:45 |                     | Polónia | 43–27          | Itália |  | Kaunas |  |
| 27 de maio 20:45 | Pts: Grzechowiak 17 |         | Pts: Bernini 7 |        |  | Kaunas |  |

#### Sétima Rodada
| 28 de maio |  | Hungria | 45–16 | Finlândia |  | Kaunas |  |

| 28 de maio 18:15 |                   | França | 33–31           | Estónia |  | Kaunas |  |
| 28 de maio 18:15 | Pts: Lesmayoux 11 |        | Pts: Veskila 12 |         |  | Kaunas |  |

## Campeões
| EuroBasket 1939 Campeões |
| ------------------------ |
| Lituânia 2º Título       |